# Ewen Whitaker
Ewen Whitaker (født 22. juni 1922, død 11. oktober 2016) var en britisk amerikansk astronom, der specialiserede sig i studiet af Månen. 
Han blev uddannet på Royal Greenwich Observatory. Han emigrerede senere til USA, hvor han blev ansat på Yerkes University. Sammen med Gerard Kuiper forlod han i 1960 Yerkes og flyttede til University of Arizona, hvor de var med til at grundlægge et laboratorium for studiet af Månen og planeterne.
Whitaker bistod NASA i flere sammenhænge og fandt blandt andet landingspladsen til Surveyor 3. Han har endvidere skrevet flere bøger, heriblandt Mapping and Naming the Moon i 1999.